# Who Are You? (álbum de Nico Touches the Walls)
Who are you? é o primeiro álbum de estúdio da banda japonesa Nico Touches the Walls, lançado em 24 de setembro de 2008. A canção Broken Youth é tema de encerramento do anime Naruto Shippuden.
Foi lançado em duas edições: a regular e a limitada, sendo que a limitada acompanhava um DVD com o videoclipe e o making-of de "Broken Youth" e um vídeo ao vivo. Todas as letras foram escritas pelo vocalista e guitarrista Tatsuya Mitsumura e o álbum contou com os produtores AIR (Koji Kurumatani) e Hajime Okano. Os compradores do álbum em lojas selecionadas receberam ingressos para um show exclusivo em promoção ao lançamento, realizado na Tower Records de Shinjuku no dia 28 de dezembro.

## Recepção
Alcançou a décima primeira posição na Oricon Albums Chart, permanecendo na parada por sete semanas.

## Faixas
| N.º            | Título                                                 | Duração |  |
| 1.             | "Broken Youth -Original Version-"                      | 5:10    |  |
| 2.             | "B.C.G"                                                | 3:50    |  |
| 3.             | "The Bungy"                                            | 3:35    |  |
| 4.             | "Etranger" (エトランジェ)                              | 5:08    |  |
| 5.             | "Image Training"                                       | 4:52    |  |
| 6.             | "Bunny Girl to Danny Boy" (バニーガールとダニーボーイ) | 4:24    |  |
| 7.             | "Yuugen fujikkou joubutsu" (有言不実行成仏)            | 4:38    |  |
| 8.             | "Hottoshita" (ほっとした)                              | 4:10    |  |
| 9.             | "Yoru no hate" (夜の果て)                              | 4:49    |  |
| 10.            | "(My Sweet) Eden"                                      | 4:39    |  |
| 11.            | "Aoi" (葵)                                             | 5:43    |  |
| 12.            | "Anytime, Anywhere"                                    | 4:20    |  |
| Duração total: | Duração total:                                         | 55:24   |  |

## Músicos
- Tatsuya Mitsumura (光村龍哉) – vocais, guitarra
- Daisuke Furumura (古村大介) – guitarra
- Shingo Sakakura (坂倉心悟) – baixo
- Shotaro Tsushima (対馬祥太郎) – bateria